# 1-я воздушно-десантная бригада (Великобритания)
1-я воздушно-десантная бригада (англ. 1st Airlanding Brigade) — соединение воздушно-десантных войск Великобритании, существовавшее во время Второй мировой войны. Единственное формирование военных планёров пехоты в составе 1-й воздушно-десантной дивизии. Предназначалась для проведения воздушно-десантных операций с участием так называемых планёрных пехотных частей (англ. Glider infantry), которые высаживались с планёров на указанные диспозиции и при этом не использовали парашютное снаряжение.
Бригада была сформирована в 1941 году путём преобразования существующего соединения, которое на момент преобразования находилось в Индии. В мае 1943 года два батальона из четырёх первоначальных были выведены из состава бригады и преобразованы в 6-ю воздушно-десантную бригаду. Их заменил один новый батальон, тем самым на четверть сократился боевой потенциал формирования.
За годы войны 1-я воздушно-десантная бригада принимала участие только в двух крупных операциях. В 1943 году соединение участвовало в операции «Лэдброук» во время высадки союзных войск в Сицилии. В конце 1944 года в ходе Голландской операции бригада принимала участие в битве за Арнем. Сражение шло против значительно превосходящих сил противника. Только пятую часть бригады удалось эвакуировать к югу от Рейна — остальные солдаты либо были убиты, либо пропали без вести, либо попали в плен. После капитуляции Германии, в середине 1945 года 1-я воздушно-десантная бригада была направлена в Норвегию, где в ходе операции «Судный день» участвовала в разоружении немецкого гарнизона. Позже в том же году бригада была расформирована.

## Образование соединения

### Предпосылки
Под впечатлением от успеха операций немецких воздушно-десантных сил в ходе французской кампании в мае-июне 1940 года, премьер-министр Великобритании Уинстон Черчилль поручил военному министерству рассмотреть вопрос создания корпуса из 5000 парашютистов. 22 июня 1940 года одно из подразделений британских коммандос приступило к обучению и тренировкам по прыжкам с парашютом. К 21 ноября процесс реорганизации коммандос завершился образованием 11-го особого воздушного батальона, состоящего из парашютного и планёрного крыльев. Для обучения будущего соединения недалеко от Манчестера была организована 1-я парашютная школа ВВС. Основной задачей школы была подготовка парашютистов. В то же время важным направлением работы стало исследование возможного использования планёров для транспортировки войск к месту боя. Одновременно с обучением солдат Министерство авиационной промышленности заключило договор с General Aircraft Limited на разработку и производство планёра для воздушно-десантных войск. В результате был сконструирован планёр «GAL.48 Hotspur», способный доставить в заданную точку до восьми десантников. Использовался как для учебных, так и для боевых задач. Операция «Колосс» стала первой воздушной атакой Великобритании с использованием новой техники. Её успех побудил Военное министерство расширить воздушно-десантные войска путём создания Парашютного полка, а также реорганизации ряда пехотных батальонов в воздушно-десантные (планёрные).

### Структура
10 октября 1941 года началось формирование 1-й воздушно-десантной бригады под командованием Джорджа Хопкинсона. Для этого была реорганизована 31-я отдельная пехотная бригада, только что вернувшаяся в Великобританию после тренировки в горах Индии. В бригаду вошли 1-й батальон Пограничного полка, 2-й батальон Южностаффордширского полка, 2-й батальон Оксфордширского и букингемского лёгкого пехотного полка, 1-й Королевских ольстерских стрелков и ряд вспомогательных подразделений. Структура батальонов не претерпела никаких изменений: те же военнослужащие, которые не соответствовали требованиям для службы в воздушно-десантных войсках, были заменены добровольцами.

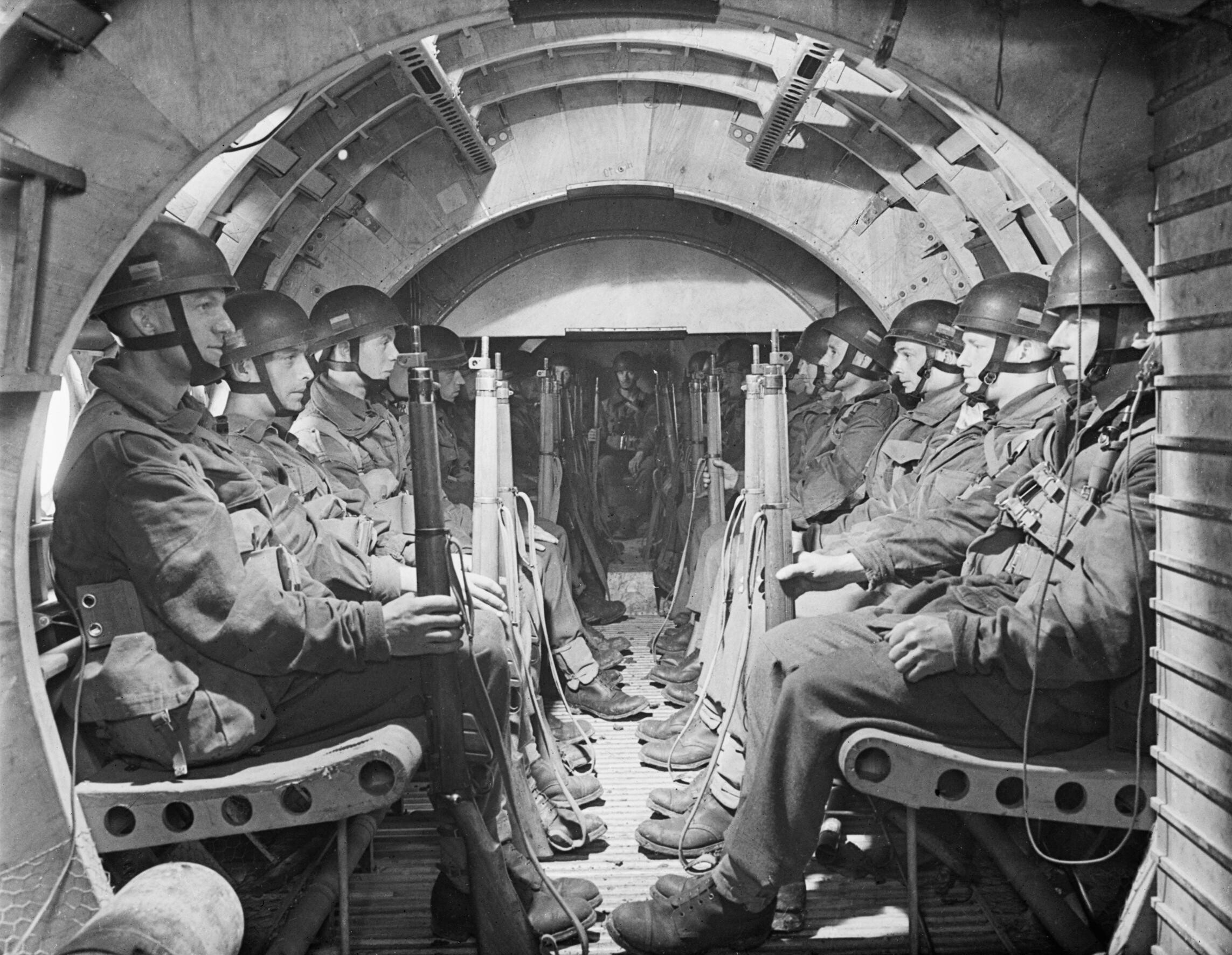
Вид изнутри планёра Airspeed Horsa

По силе одна воздушно-десантная бригада планёрной пехоты равнялась примерно двум парашютным бригадам. Для поддержки пехотных батальонов бригаде были выделены артиллерийское, инженерное и разведывательное подразделения, которые в 1942 году стали уже дивизионными частями. В мае 1943 года из состава бригады были выведены 1-й батальон ольстерцев и 2-й батальон оксфордширцев, на основе которых была создана 6-я воздушно-десантная бригада при 6-й воздушно-десантной дивизии. После Сицилийской операции в состав бригады вошёл 7-й батальон Собственного Его Величества шотландского пограничного полка в декабре 1943 года — подразделение 2-й линии Территориальной армии, ранее нёсшее охранную службу на Оркнейских и Шетландских островах. В каждом десантном батальоне бригады насчитывалось по 806 человек: в батальоне было по 4 роты, в роте было по 4 взвода. Также присутствовала вспомогательная рота, состоявшая из двух противотанковых взводов, двух взводов миномётчиков и двух взводов пулемётчиков.

## Вооружение и снаряжение
В распоряжении 1-й воздушно-десантной бригады было как стандартное стрелковое оружие, так и образцы тяжёлого оружия. Каждый противотанковый взвод оснащался четырьмя 6-фунтовыми противотанковыми пушками, каждый миномётный взвод — шестью 3-дюймовыми миномётами, каждый пулемётный взвод — станковыми пулемётами типа «Виккерс». Основным транспортом бригады был планёр Airspeed Horsa, пилотируемый двумя военнослужащими из Полка пилотов планёров. При размахе крыла 27 м, общей длине 20 м и грузоподъёмности до 7140 кг планёр мог поднять 28 человек, что было эквивалентно массе двух джипов Willys MB, комбинации джипа с артиллерийским орудием или джипа с прицепом. Изначально в распоряжении бригады было 62 таких планёра и ещё один планёр типа General Aircraft Hamilcar — он мог нести на своём борту два бронетранспортёра типа Universal Carrier для поддержки миномётного и пулемётного взводов.

## Боевой путь

### Сицилия

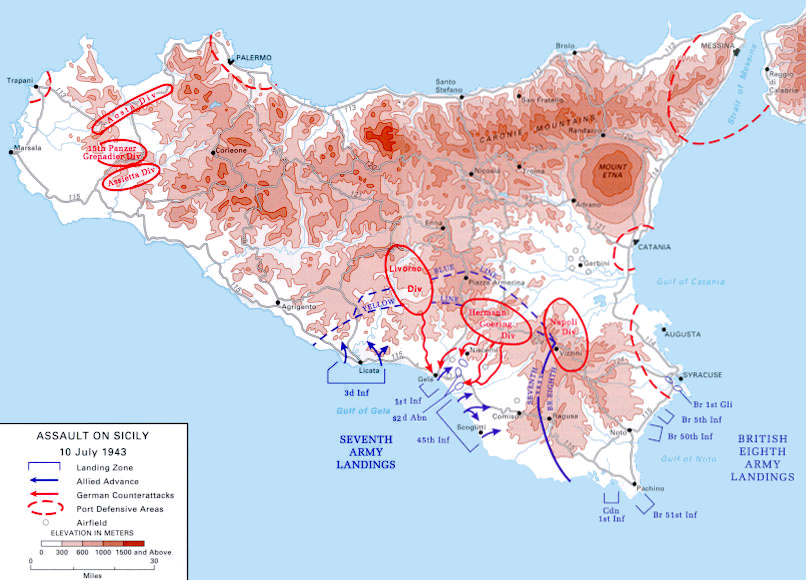
Карта Сицилии с положениями сил союзников и гитлеровских войск (внизу справа — Сиракузы, где высаживалась 1-я воздушно-десантная бригада)

1-я воздушно-десантная дивизия, в состав которой входила и 1-я воздушно-десантная бригада, покинула Англию в июне 1943 года и отправилась в Северную Африку. В бригаде были два батальона — Пограничного и Южно-стаффордширского полка. Командовал бригадой Филипп Хикс, командиром дивизии был генерал-майор Джордж Фредерик Хопкинсон. По прибытии на театр военных действий бригада была расквартирована в пригороде Орана, на северо-западном побережье Алжира. Дивизия начала учения как соединение 8-й британской армии, готовясь к грядущей высадке на Сицилии, известной под названием операция «Хаски» (англ. Operation Husky).
Генерал-майор Хопкинсон долгое время вёл переговоры с генералом Бернардом Монтгомери, командовавшим 8-й армией, о включении 1-й воздушно-десантной дивизии в список соединений, участвующих в высадке на Сицилию. Против этого выступали командующий воздушно-десантных сил Великобритании генерал-майор Фредерик Браунинг и командир Полка пилотов планёров подполковник Чаттертон, поскольку, по их мнению, у дивизии было недостаточно самолётов, чтобы соответствовать стандартам дивизии, к тому же британские пилоты и пехотинцы не были знакомы с американскими планёрами типа Waco CG-4, которые планировалось использовать в операции. Расчёты Браунинга и Чаттертона были верными, поскольку самолётов хватало только на переброску двух бригад из 1-й воздушно-десантной дивизии. В итоге в операции были задействованы 1-я воздушно-десантная и 1-я парашютная бригады. 1-я парашютная должна была принять участие в операции «Фастиан» и захватить мост Примосоле через реку Симето, а 1-я воздушно-десантная — в операции «Лэдброук» и занять мост Понте-Гранде через реку Анапо, что к югу от Сиракуз. Мост надо было удерживать до подхода сил 5-й пехотной дивизии.

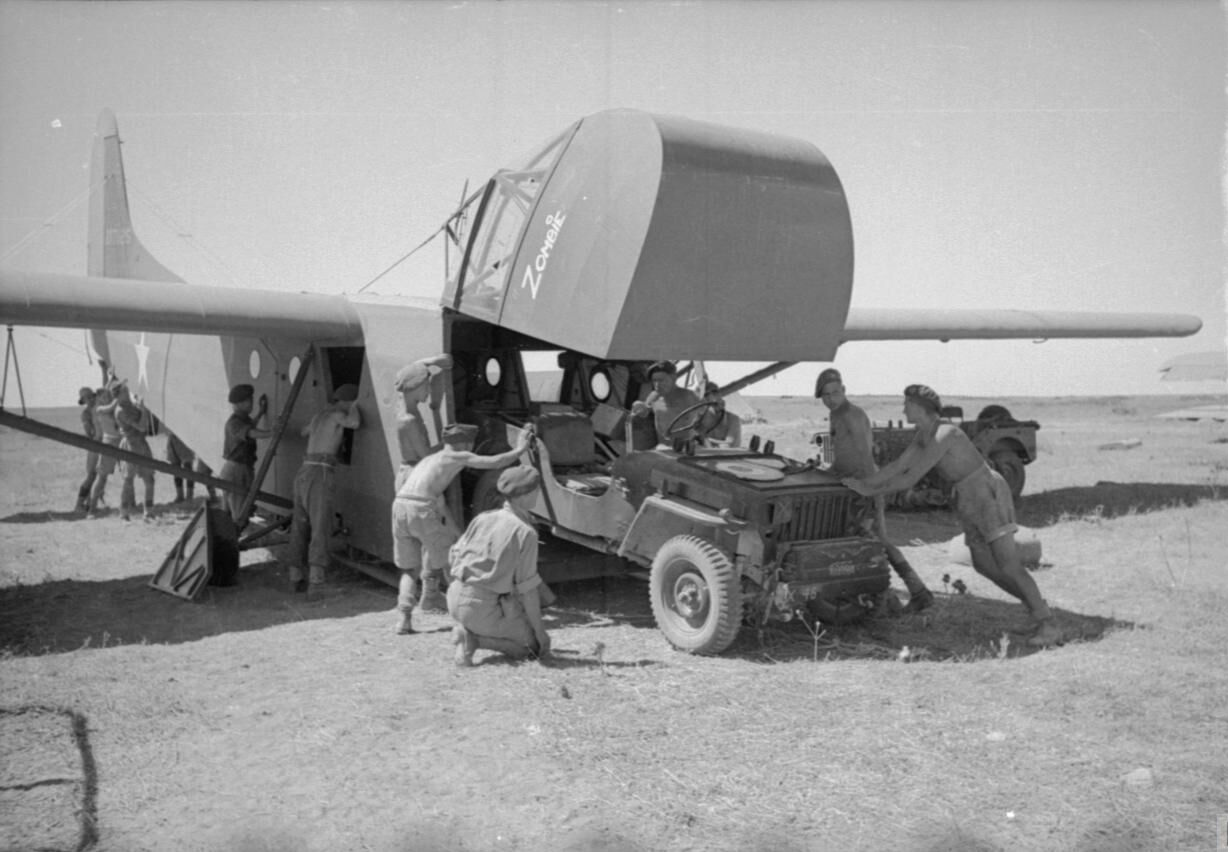
Погрузка джипа «Виллис» в планёр Waco CG-4

Перед началом операции в распоряжении бригады были 136 планёров Waco и 8 планёров Airspeed Horsa. Шесть планёров Horsa, на борту которых были две пехотные роты, должны были совершить посадку в 23:15 9 июля у моста, а остальную часть бригады ждали в 1:15 10 июля на определённых плацдармах, расположенных на расстоянии от 2,4 до 4,8 км друг от друга. Вся бригада должна была затем закрепиться у моста. 9 июля на борта планёров в Тунисе были приняты 2075 человек личного состава бригады, оснащённые семью джипами, шестью артиллерийскими орудиями и десятью миномётами. Планёры вылетели в 18:00 в направлении Сицилии. Во время перелёта наблюдался очень сильный ветер, видимость была крайне низкой, иногда вёлся зенитный огонь. Во избежание попаданий с моря или суши лётчики вынуждены были набирать высоту или брать курс на уклонение, однако возникшая путаница в ходе этих манёвров привела к тому, что несколько планёров полетели слишком рано. Из 144 планёров:
- 65 упали в море, унеся жизни 252 человек[22][24];
- 59 высадились не там, где нужно (в 40 км от запланированного места)[24];
- 12 совершили совершили точную посадку на запланированные позиции (причём всего один рядом с мостом — планёр с личным составом батальона Стаффордширского полка)[24];
- 8 были сбиты или вынуждены были вернуться обратно в Тунис[24].

Командир высадившегося отряда стаффордширцев лейтенант Уитерс разделил своих людей на две группы, форсировал реку с половиной личного состава и занял позиции на противоположном берегу. Мост был захвачен после одновременного нападения с обеих сторон. Взвод изъял заряды взрывчатки, спрятанные под мостом итальянцами, и окопался в ожидании прибытия подкреплений. Второй планёр Horsa, садившийся в 180 м от моста, разбился при посадке и взорвался: все, кто был на его борту, погибли. Ещё три планёра совершили посадку в 3,2 километрах от моста, и высадившиеся десантники успешно добрались до моста. Однако к 6:30 мост обороняли всего 87 человек.
Около 150 человек высадились на мысе Мурро-ди-Порко и захватили радиостанцию. Основываясь на предупреждениях о высадке планёров, переданных ранее ещё до захвата станции, местный командир итальянцев приказал перейти в контратаку, но сообщение так и не было доставлено войскам. Теперь же разброс высадившихся британцев работал уже против итальянцев, поскольку британские десантники легко могли перерезать все телефонные линии и разорвать связь отдельных итальянских частей друг с другом. А тем временем британские войска с большим трудом удерживали мост под шквалом итальянских атак: 5-я пехотная дивизия, которая должна была прибыть к 10:00, так и не появилась до сих пор. К 15:30 только 15 человек из высадившихся десантников были в полной боеготовности и могли вести бой, однако у них заканчивались боеприпасы. В итоге итальянцы отбили мост. В 16:15 прибыли первые части 5-й пехотной дивизии и контратаковали: заранее изъятые заряды взрывчатки не позволили итальянцам взорвать мост.
В дальнейших боях на Сицилии 1-я воздушно-десантная бригада не участвовала, вернувшись в Северную Африку 13 июля. Во время высадки на Сицилии она потеряла больше всех убитыми из какого-либо британского воинского формирования, участвовавшего в высадке: погибло 313 солдат, ещё 174 были ранены или пропали без вести; погибли также 14 пилотов планёров, ещё 87 пропали без вести или были ранены.

### Нидерланды

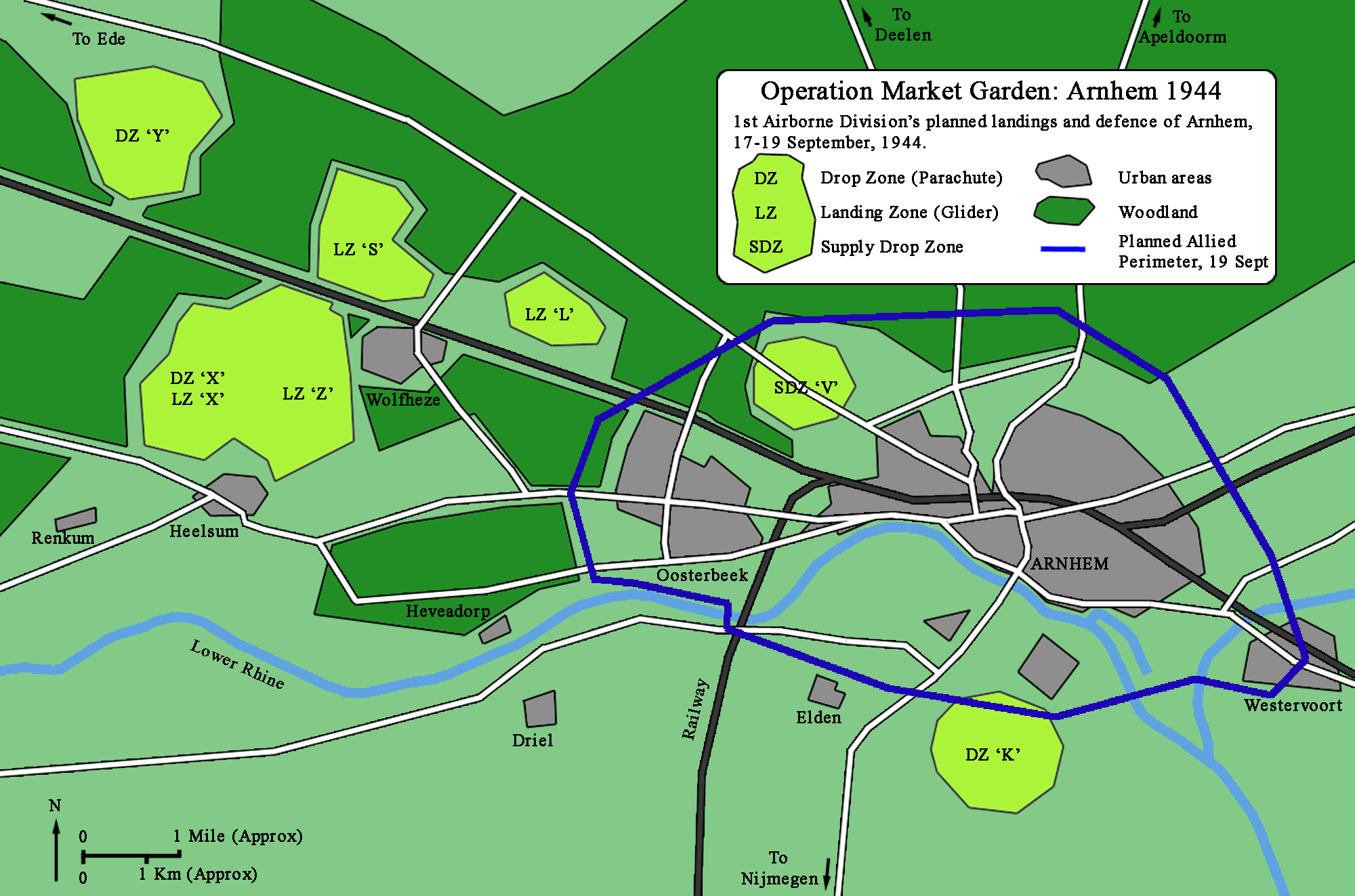
Карта высадки британских частей у Арнема

После службы на Средиземноморском театре военных действий бригада вернулась в Вудхолл-Спа в Линкольншире, где в ноябре 1943 года в её состав был включён дополнительно 7-й батальон полка Собственного Его Величества шотландского пограничного полка. Во время высадки в Нормандии 1-я воздушно-десантная бригада находилась в резерве и готова была отправиться в любой момент на пляж в случае, если вторжение пойдёт не по плану. Дивизия и бригада далее были включены в список подразделений, участвующих в операции «Маркет Гарден» и высадке под голландским местечком Арнем: три воздушно-десантные дивизии должны были захватить мосты и обеспечить переправу 2-й британской армии. Ввиду скорости продвижения союзных войск более 15 воздушных десантов во Франции и Бельгии были отменены.
По причине недостатка воздушных транспортных средств переброска всей 1-й британской воздушно-десантной дивизии в Арнем должна была занять три дня. Было принято решение в первый же день сбросить на парашютах десантников 1-й воздушно-десантной бригады и 1-й парашютной бригады: парашютная бригада высаживалась в Арнеме и захватывала мосты через Недер-Рейн, а воздушно-десантная бригада зачищала места для приземления других воздушно-десантных подразделений, вылетающих в следующие два дня. После высадки всех частей 1-й британской воздушно-десантной дивизии бригада должна была занять оборонительные позиции к западу от Арнема. Во второй день должны были прибыть две роты 1-й воздушно-десантной бригады с миномётным, пулемётным и противотанковым взводами (все из батальона Стаффордширского полка), а также части миномётного, пулемётного и противотанкового взводов Собственного Его Величества шотландского пограничного полка. Размер 7-го батальона Собственного Его Величества шотландского пограничного полка в дальнейшем расширился до 8 взводов. Всего же в операции 1-й британский воздушно-десантный корпус задействовал 38 планёров, которые могли перебросить 38 пехотных взводов.
17 сентября 1944 первый вылет успешно завершился высадкой большей части бригады у Арнема, и всего 12 планёров не прибыли по причине технических неисправностей. 1-я парашютная бригада направилась к Арнему, а 1-я воздушно-десантная бригада начала окапываться и готовить места для приземления последующих планёров. Части Стаффордширского полка заняли зону S, Шотландские пограничники — зону Y, части Пограничного полка — зону X. Штаб бригады располагался в деревне Вольфхезе. В подготовке зон для посадки и их охране также принимали участие пилоты 2-го крыла Полка пилотов планёров. Однако в ночь с 17 на 18 сентября командир дивизии, генерал-майор Рой Уркварт, был объявлен пропавшим без вести. Командование дивизией на себя немедленно принял бригадир Филипп Хикс, а командиром бригады стал полковник Хиларо Барлоу (англ. Hilaro Barlow).

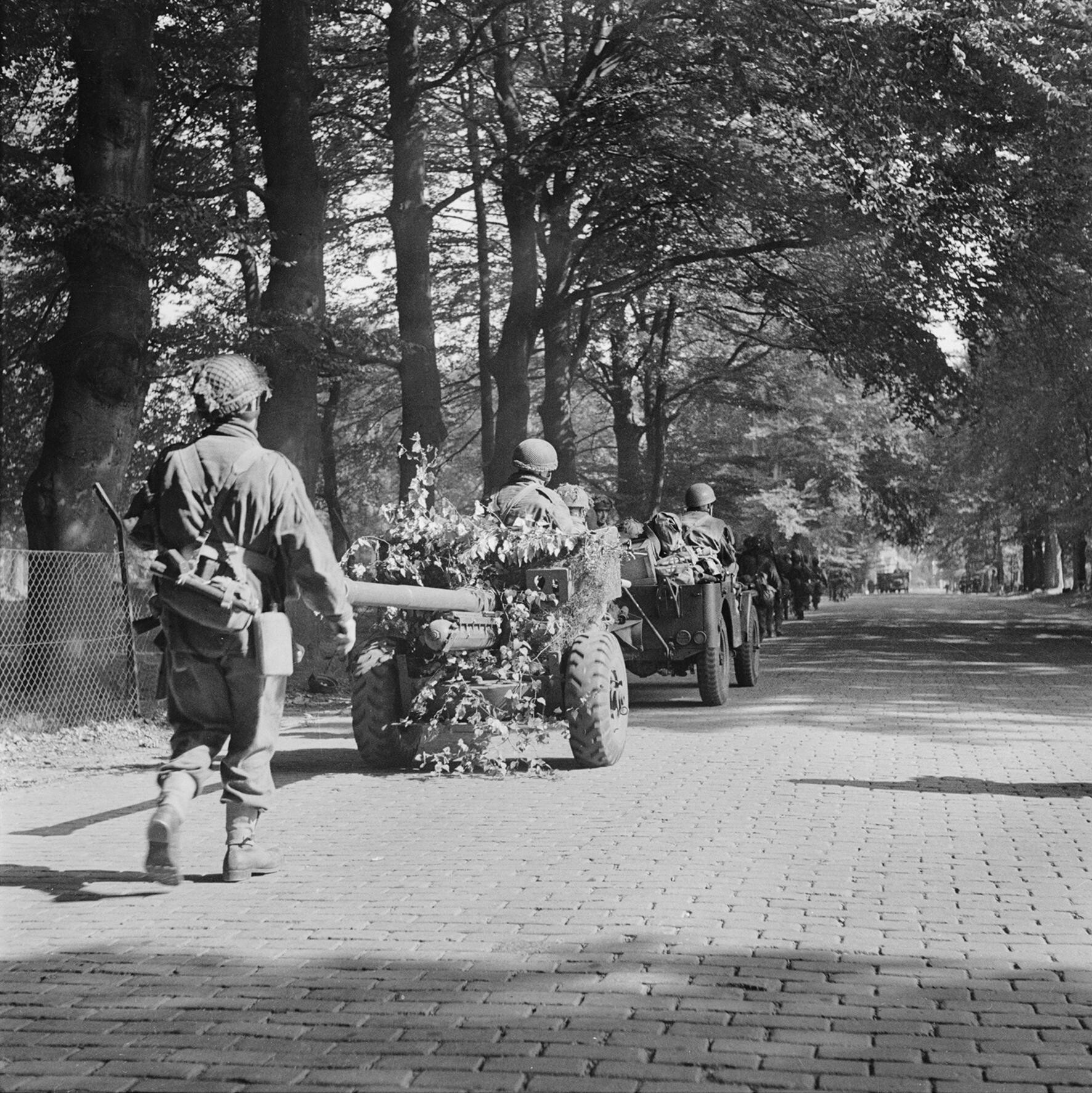
Десантники 2-го батальона Южно-Стаффордширского полка везут 6-фунтовую противотанковую пушку к Арнему, 18 сентября 1944

На второй день возникшие в Арнеме трудности вынудили Хикса изменить план действий дивизии: до железнодорожного моста добрался только 2-й парашютный батальон, поскольку другие батальоны уткнулись в мощную немецкую линию обороны. Хикс приказал стаффордширцам соединиться с 1-й парашютной бригадой, чтобы захватить мост, но даже они не смогли прорвать линию обороны. Из-за плохих погодных условий второй вылет британских десантников был отложен, и войска не подходили вплоть до 15:00. Немцы, пользуясь заминкой, добрались до мест высадки британцев и вынудили шотландские части вступить в бои на северном периметре. В какой-то момент командир шотландских пограничников подполковник Пэйтон-Райд повёл войска в штыковую, чтобы выбить немцев с позиций. Тем временем Пограничный полк постоянно был под обстрелом, обороняя зоны высадки X и Z. Для прекращения обстрелов полк призвал на помощь силы 1-го лёгкого воздушно-десантного артиллерийского полка. Перед этим Хикс решил отправить во втором вылете подкрепление Стаффордширскому полку в виде его оставшейся в резерве части и 11-й парашютный батальон в помощь 1-й парашютной бригаде. Собственный Его Величества шотландский пограничный полк, ранее защищавший место высадки, был включён в 4-ю парашютную бригаду на замену 11-му парашютному батальону. Впрочем, шотландцам предстояло ещё защищать зону высадки L, куда собирались в третий день десанта сбросить польских парашютистов. Невостребованными остались лишь лётчики планёров и полевой госпиталь.
На рассвете третьего дня в 4 часа утра батальон Стаффордширского полка и 1-й парашютный батальон перешли в атаку: первой их целью стало соединение с 3-м парашютным батальоном, который держал оборону в госпитале Святой Елизаветы. Атака провалилась, но генерал-майор Уркварт сумел прорваться через окружение немцев и вернуться в расположение дивизии, что позволило бригадиру Хиксу продолжить командование бригадой. Барлоу же был назначен командиром 1-й парашютной бригады и занялся координацией атаки из Арнема, но, отправившись на джипе, попал под миномётный обстрел в пригороде и погиб на месте. 1-я воздушно-десантная бригада, всё ещё удерживая зону высадки L для польских парашютистов, была атакована с западного и северо-западного направлений. Ночью шотландские пограничники попытались занять Копель, но вынуждены были окопаться после плотного пулемётного огня. Остатки 4-й парашютной бригады, продвигавшиеся на север от железной дороги, столкнулись с мощной немецкой оборонительной линией и дальше пройти уже не могли. Всем трём батальонам приказали отступать на юг от железной дороги, в сторону Вольфхезе. Хотя батальон Собственного Его Величества шотландского пограничного полка утро встретил относительно тихо, через два часа ему также пришлось отступать на юг. Однако две роты оказались отрезанными от тех, кто отступал на юг, к тому же был потерян весь батальонный транспорт. Находясь под немецкими обстрелами, батальоны пересекли зону высадки L в тот момент, когда туда стали садиться планёры. Попавшие под обстрел польские парашютисты сразу поняли, что его ведут немцы, и открыли ответный огонь по противнику. Без потерь среди поляков не обошлось

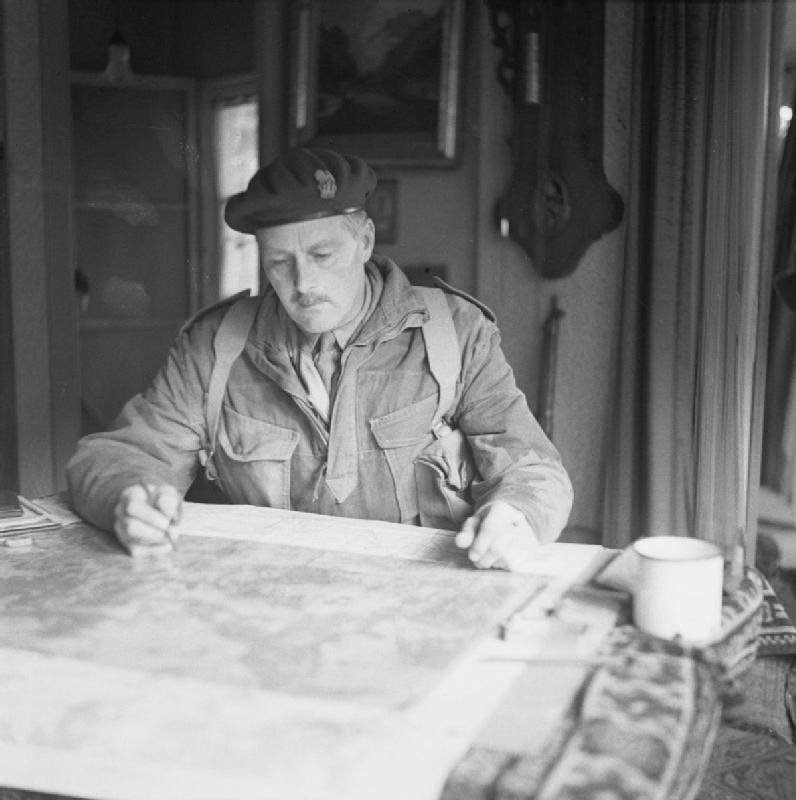
Филипп Хикс в Арнеме

Около 100 человек из оставшихся стаффордширцев без своего командира и около 400 человек из 1-й парашютной бригады отступили к Остербеку. Здесь их собрали в условную боевую группу, получившую название «Силы Лонсдейла» (англ. Lonsdale Force) по имени командующего группой майора Ричарда Лонсдейла. Силы Лонсдейла направились на юго-восток от Остербека для защиты артиллерийских позиций 1-й воздушно-десантной дивизии. После наступления сумерек тяжело раненный в ногу ленс-сержант Джон Баскифилд, несмотря на гибель большинства личного состава, продолжил отбивать вражеские атаки у своего противотанкового орудия: на Баскифилда двинулись сразу три танка. Он подбил первый танк из орудия и затем вывел из строя второй, но тут же противотанковое оружие было уничтожено. Баскифилд продолжил бой с третьим танком у другого орудия, но всё-таки был убит выстрелом из танка. Посмертно Джон Баскифилд был награждён Крестом Виктории, высшей воинской наградой Великобритании. Вскоре шотландские пограничники прибыли к периметру обороны вокруг Остербека и заняли позицию к северу от штаб-квартиры 1-й воздушно-десантной дивизии.

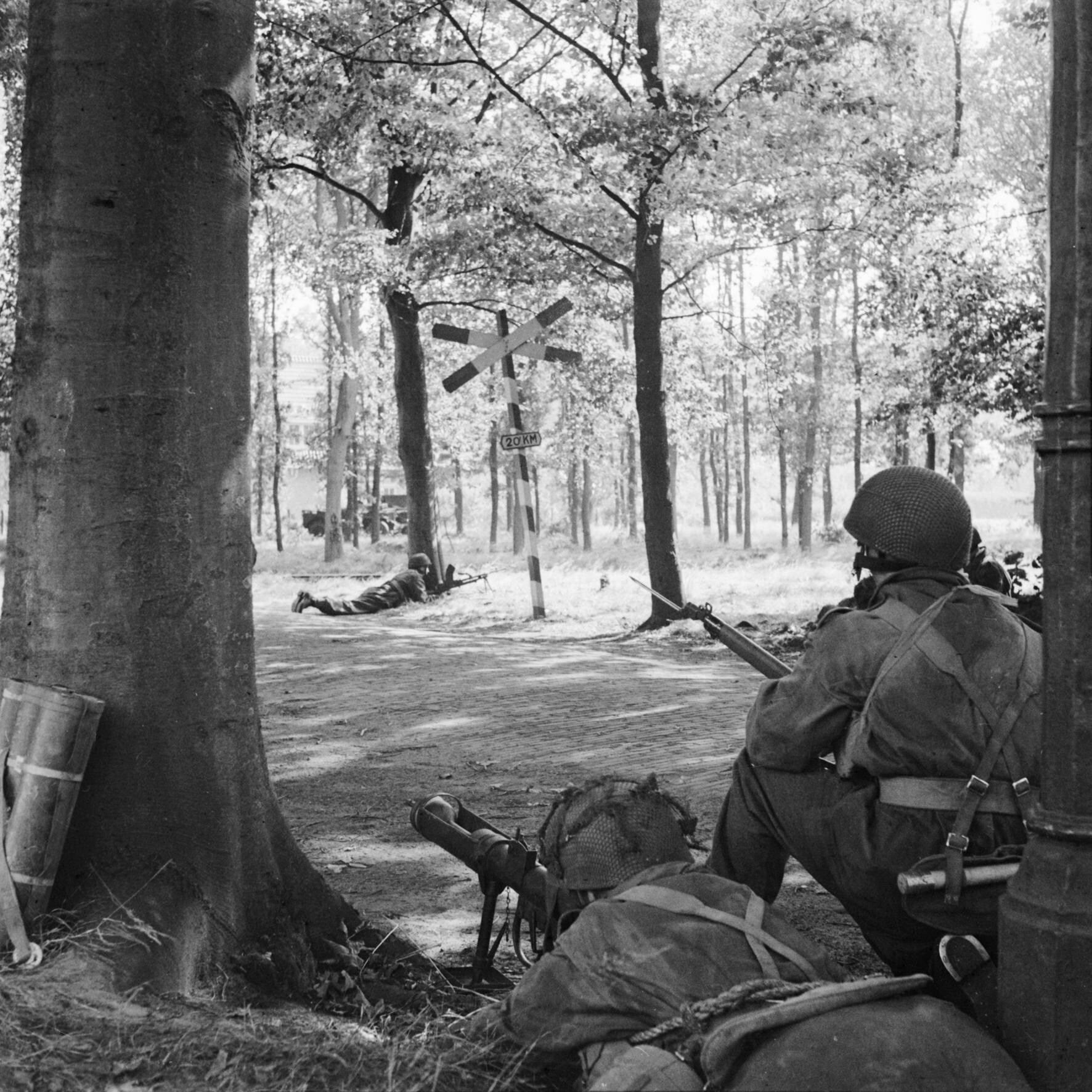
Солдаты 1-й воздушно-десантной бригады в Вольфхезе

К четвёртому дню батальоны 1-й воздушно-десантной бригады были значительно рассеяны: солдаты Пограничного полка находились к западу от линии, соединявшей реку Рейн (к востоку от Хевеадорпа) и дорогу на Хеелсум; остатки полка Собственного Его Величества шотландского пограничного полка — на севере, бойцы Южно-Стаффордширского полка в силах Лонсдейла — на востоке. Штаб-квартира бригады находилась в самом центре поля боя на открытом пространстве. В пятый день, 21 сентября, оборона зоны была разделена между двумя штабами бригады: на западе командованию подчинялись три роты батальона Пограничного полка, остатки батальона Собственного Его Величества шотландского пограничного полка, частей королевских инженеров, 21-й отдельной роты следопытов, несколько пилотов планёров и выжившие польские парашютисты. Майор Роберт Генри Кейн из батальона стаффордширцев, входившего в силы Лонсдейла, в тот же день из противотанкового ружья PIAT подбил один немецкий танк и затем, несмотря на несколько пулевых ранений, уничтожил артиллерийское орудие противника. Позднее не только за эти действия, но и в целом за проявленные в ходе Арнемской операции боевые качества Кейна наградили Крестом Виктории, а батальон Южно-Стаффордширского полка стал единственным британским батальоном, в рядах которого служили кавалеры двух Крестов Виктории, получившие свои награды за действия в одной и той же битве.
Несмотря на продолжительный миномётный и артиллерийский обстрел, немцы не пустили полностью в бой всю пехоту, предпочитая атаковать малыми силами при поддержке танков и самоходных орудий. Противник нанёс первый удар по 21-й отдельной роте, а затем и по Пограничному полку, оттеснив его с высот, и после по шотландским пограничникам. Далее немцы перешли в атаку после того, как 1-й польская парашютная бригада совершила высадку к югу от реки, за Дрилем. Шотландские пограничники вынуждены были оставить свои позиции после штыковой атаки, причём в первых отчётах утверждалось, что их батальон был полностью разгромлен, хотя на деле после контратаки в составе батальона осталось всего 150 человек. На шестой день, 22 сентября, битва переросла в мешанину миномётных обстрелов и следующих за ними разведок боем при поддержке бронетехники и снайперов. Поляки, окопавшиеся к югу от реки, приняли на себя часть удара немцев. На седьмой день подобный сценарий повторялся с самого начала при участии всей артиллерии, пехоты и бронетехники. Шотландские пограничники, пилоты планёров и 21-я отдельная рота, защищавшие контролируемую бригадой зону, постоянно отражали вражеские атаки. Доставка продовольствия и воды была затруднена наличием снайперов на поле боя. На восьмой день, 24 сентября, немцев удалось недалеко отбросить после вступления в бой артиллерии 30-го армейского корпуса и британской авиации, не дав им возможности нанести ещё несколько ударов.
25 сентября, на 9-й день боя генерал-лейтенант Брайан Хоррокс, командир 30-го корпуса принял решение не укреплять позиции к северу от Рейна и срочно эвакуировать всех участников боёв за Арнем. Эвакуация состоялась в рамках операции «Берлин» в ночь с 25 на 26 сентября. Из 2526 человек 1-й воздушно-десантной бригады, отправившихся в Голландию для участия в операции «Маркет Гарден», спасти удалось только 476 человек. 230 солдат погибли, 1822 попали в плен или пропали без вести.

### Норвегия

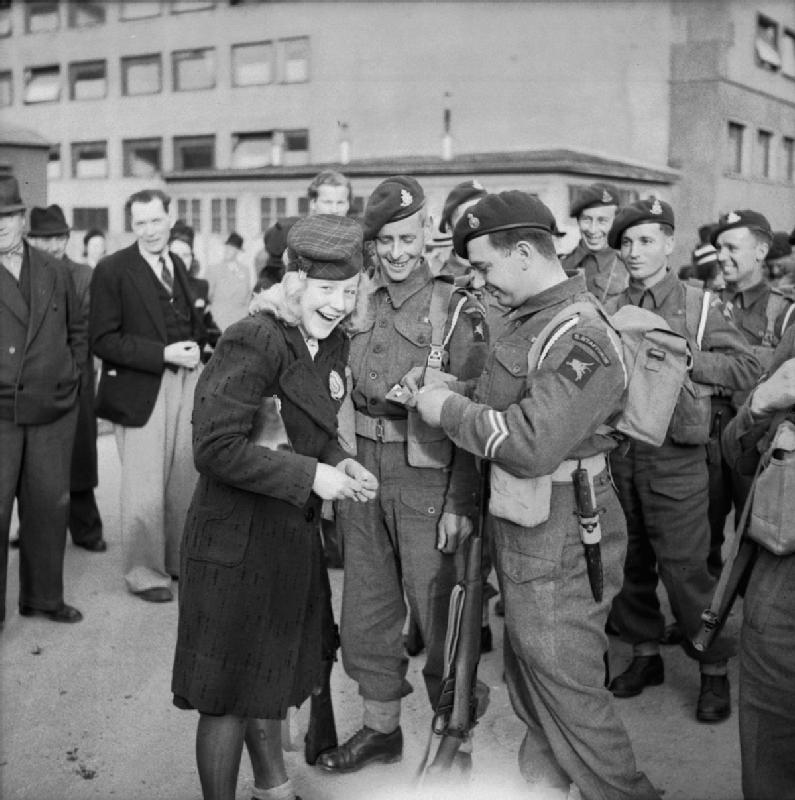
Солдат 2-го батальона Южно-Стаффордширского полка приветствуют жители Осло

После боёв за Арнем 1-ю воздушно-десантную бригаду пришлось укомплектовывать новыми добровольцами, а командиром её стал бригадир Роджер Боуэр вместо раненого Филиппа Хикса. Последним участием бригады в войне стала отправка в Норвегию в мае 1945 года, когда Германия уже подписала Акт о безоговорочной капитуляции: 1-ю воздушно-десантную дивизию вместе с 1-й воздушно-десантной бригадой, бригадой Особой воздушной службы и бригадой из дивизионной артиллерии отправили для разоружения немецких войск в Норвегии. На плечи воздушно-десантной дивизии возлагались обеспечение порядка в оккупационных зона Норвегии, контроль над разоружением немецких войск, захват и защита аэродромов и предотвращение подрыва военных и гражданских объектов. 1-я воздушно-десантная бригада после высадки заняла норвежскую столицу Осло, а бригадир Боуэр стал комендантом Осло на время пребывания дивизии в Норвегии. Город выбрали не случайно, поскольку это была не только столица страны, но и центр германской администрации. Бригада вернулась в Великобританию 1 августа 1945, а вскоре были расформированы и 1-я воздушно-десантная дивизия, и 1-я воздушно-десантная бригада: батальоны бригады вернулись в расположение своих полков.

## Состав бригады

### Командиры
- Бригадир Джордж Хопкинсон
- Бригадир Филипп Хикс[англ.]
- Бригадир Роджер Боуэр[19]

### Структура на момент образования
- 1-й батальон Пограничного полка[англ.]
- 2-й батальон Южно-Стаффордширского полка
- 2-й батальон Оксфордширского и букингемского лёгкого пехотного полка[англ.]
- 1-й батальон Королевских ольстерских стрелков[англ.]
- 1-й воздушно-десантный разведывательный эскадрон Королевского бронетанкового корпуса
- 9-я полевая рота Королевских инженеров
- 223-я противотанковая батарея Королевского полка артиллерии
- 458-я лёгкая батарея Королевского полка артиллерии[10]

### Структура с декабря 1943 года
- 1-й батальон Пограничного полка[англ.]
- 2-й батальон Южно-Стаффордширского полка
- 7-й (Галлоуэйский) батальон Собственного Его Величества шотландского пограничного полка
- 181-й воздушно-десантный полевой госпиталь Королевского армейского медицинского корпуса[78]